# London Boulevard
London Boulevard (El guardaespaldas, en algunos países hispanohablantes) es una película lanzada en Reino Unido el 26 de noviembre de 2010, y en España el 11 de noviembre de 2011. Dirigida y escrita por William Monahan, concerniendo a su debut, ocupando el mando de director. Entre el elenco protagonista, antagonista, o secundario ayudante se sitúan Colin Farrell, Keira Knightley, David Thewlis, Anna Friel y Ray Winstone.

## Sinopsis
Singularmente cimentada a raíz de la novela homónima del escritor irlandés Ken Bruen, London Boulevard nos relata las turbias, tortuosas, y enfáticas hazañas de Mitchell (sentenciado a tres años de prisión, en derivación a haber producido una hilera de lesiones corporales graves, en circunstancias nunca explicadas), relacionadas al bajo mundo en que vive.
Cuando lo liberan de entre rejas, su única voluntad vigente consta de cortar por lo sano, y romper con los corrompidos resquicios de su pugna delictiva, viviendo con gente de la mafia, no obstante, su exsocio y amigo Billy Norton (Ben Chaplin) irrumpe en su  pretensión, retomando la relación de concordia que ambos mantenían, ofreciéndole "en bandeja de plata" un puesto de matón encabezado a beneficio de un codicioso prestamista de la ciudad, para recuperar el dinero que presta a otras personas y a cambio de poder vivir en un apartamento de alta suntuosidad, que le deja caer a buen recaudo. Su crucial encargo: hacerle una "visita" y no precisamente de cortesía, al acreedor que pretenda lavarse las manos, llegada la fecha límite de saldar su deuda al prestamista, convertido ahora en su jefe. 
En su trayecto hacia una fiesta de "bienvenida" Mitchell salva a una mujer, Penny (Ophelia Lovibond) de sufrir un asalto en la calle, sacando el bondadoso bienhechor que lleva dentro, colmado de buena voluntad. Mientras transcurre el festejo celebrado en un bar de copas, Billy, le hace memoria con azaroso interés sobre su consentimiento a acceder, a lo que conllevan las condiciones de la oferta inicial que le conferenció con el matón prestamista, y aparentaba seguir en pie. 
Breves instantes después, Billy y su contacto, Danny (Stephen Graham) le ponen en sobre aviso acerca de que su hermana, Briony  (Anna Friel) (cegada de lleno en el alcoholismo y las sustancias psicoactivas, sucumbida a las incautas mieles de "usar y tirar" a su catálogo de conquistas viriles) ha bajado al sótano del local en un preocupante estado manifiesto de embriaguez y desmejora en su salud, la encuentra y evita, sea atacada y violada por un drogadicto. 
Extasiado a posteriori de lo sucedido, abandona el recinto precisando desatar tensiones, y se cruza en la salida con Penny, que en agradecimiento a su piadoso auxilio, acuerda tomar un "trago" con él, y le sugiere un trabajo que consiste en proteger y respaldar a su amiga (Keira Knightley) distinguida actriz "retirada" estancada en un gradual hundimiento mental, y harta de que los medios de comunicación, paparazzis, y periodistas diversos, se las ingenien a base de entrometerse en su privacidad, buscando un titular prometedor que recoloque patas arriba la prensa rosa, vive aislada y evita salir de su casa. 
Acorde de entablar vínculos compenetrativos y romper el hielo, entre el exconvicto "reformado" y la atormentada actriz que vive sola, se desata un aluvión común de química fluyendo irremediablemente en signos desencadenantes de atracción y afecto entre ellos, lo aprisiona en una difusa encrucijada, soliviantar una estabilidad fuera del ensañamiento malsano, escabulléndose de lo que lo mantenía preso de sus cadenas, o explotar y sacar brillo, a su punible potencial criminal.
Mitchell habla con Billy sobre el detective Bailey, a quien Billy no soporta. Joe es asaltado, luego brutalmente golpeado por dos futbolistas de 16 años de la finca y dejado por muerto; y uno de los chicos toma el cuchillo de Joe. En el hospital, el Dr. Sanji Raju deja que Mitchel visite a Joe, pide a Mitchel vengar su muerte.
Al día siguiente, Billy le dice a Mitchel saber sobre la colección de autos y su jefe quiere robárselos. En el funeral de Joe, el Dr. Raju le dice a Mitchel querer salir con su hermana Briony, a esto Mitchel acepta y advierte sobre ella, aunque por ser un doctor considera conveniente para su hermana. Mitchell va al pub y le pide a Danny investigar todo lo posible sobre los dos futbolistas asaltantes. Esa noche, Billy secuestra a Mitchel y se lo lleva a su jefe, Rob Gant, quien insiste en la propuesta a Mitchel trabajar recolectando dinero para él.
Charlotte y Mitchell escapan de los paparazzi a su mansión en el campo. Charlotte le menciona a Mitchel algo malo le ha pasado en Italia, se supone es una sobredosis de drogas, pero Jordan le revela a Mitchel fue violada por un drogadicto en este  incidente, él nunca fue atrapado pero actualmente está en soporte vital después de una sobredosis de quaaludes, administrada por Jordan como venganza.
Gant amenaza al detective Bailey para impedir Mitchel pague sobornos. Más tarde esa noche, Mitchel y Billy se encuentran con Gant en un garaje, donde Gant le dispara a un hombre negro, a quien Billy le hizo creer era uno de los miembros de la Nación del Islam culpable de golpear a Mitchel y molesta a Billy mientras recolectaba para Gant, ellos discuten, le grita a Billy, pero Mitchel protege a Billy, porque al final Mitchel dijo que matara a cualquiera. Gant le dice a Mitchel que ahora él es un 'cómplice' del asesinato y se reúna con él en el restaurante Criterion la noche siguiente, por un arreglo desconocido.
Charlotte le dice a Mitchell que lo ama. Más tarde, Mitchel y Gant se encuentran, asigna a Mitchel para recolectar dinero en Streatham, Clapham y Kennington. Gant revela que el principal futbolista asaltante tiene futuro y está siendo buscado por equipos profesionales, y pide a Mitchel lo deje en paz.
Mitchel le dice a Gant, quiere dejar esa vida de gángster, si fuera un gángster, Gant sería la primera persona a la que mataría y le quitaría todo, pero insiste que no es un gángster y se aleja para dejarlo en paz. Gant, para poner a Mitchel en problemas, asalta al médico propietario del apartamento de Mitchel y, después de que Gant lo golpea y abusa, ordena a sus secuaces, Fletcher y Beaumont matarlo. Mitchel se entera de quién es el futbolista y lo sigue por un túnel, con la intención de dispararle, pero cambia de opinión en el último momento y deja al joven alejarse en paz sin darse cuenta.
Mitchell visita a Charlotte y le dice amarla, los dos duermen juntos esa noche. Mitchell ve la camioneta de Billy y lo ataca, revela Gant lo envió a matar a Mitchell; advierte a Mitchel que busque "un gran hijo de puta bosnio". Mitchell toma prestado uno de los Rolls-Royce del marido de Charlotte y se enfrenta a Billy en un pub, él vence a Billy, revela el gángster Gant matará a todos los de su entorno y Mitchell roba el dinero recaudado Gant.
Mitchell se encuentra con su hermana en un restaurante para persuadirla de salir del país y del alcance de Gant. Él le da un boleto de tren y dinero, pero ella ignora la advertencia, ella y el Dr. Raju son asesinados por Gant. Mitchell y Jordan encuentran el cadáver de Billy en el jardín delantero de la casa de Charlotte y el bosnio, llamado Storbor, acecha fuera de la puerta para matarlos por encargo de Gant.
Mitchel le pide a Jordan lo ayude a matar a Storbor para detener los planes de Gant y los dos siguen a Storbor a un club nocturno donde se encuentran con él y el drogadicto de la fiesta llamado Whiteboy. Mitchell mata a Gant y parece ser un final feliz. Pero cuando Mitchell sale a la calle de camino para escapar a Estados Unidos, el joven dejado vivir lo apuñala varias veces en el costado y lo deja morir.

## Elenco
- Colin Farrell como Harry Mitchell "Mitch" criminal del Este de Londres.
- Keira Knightley como Charlotte, joven actriz.
- Ray Winstone como Rob Gant, jefe criminal.
- David Thewlis como Jordan.
- Anna Friel como Briony.
- Stephen Graham como un contacto de Mitchell.[4]
- Ben Chaplin como Billy Norton.[5]
- Eddie Marsan como DI Bailey.
- Matt King como Fletcher.
- Sanjeev Bhaskar como Dr. Sanji Raju.
- Ophelia Lovibond como Penny.
- Gerald Home como Undertaker.

## Banda sonora original
El subsecuente listado constituye íntegramente los temas musicales, que suenan a lo largo de la progresión de las escenas.
| Título                        | Grupo o Artista       | Derechos de autor (letra)                    | Año de publicación | Clasificación académica de los géneros musicales                        |
| ----------------------------- | --------------------- | -------------------------------------------- | ------------------ | ----------------------------------------------------------------------- |
| Underdog                      | Kasabian              | Sergio Pizzorno                              | 2009               | Música alternativa / Indie                                              |
| Train kept a-rollin'          | The Yardbirds         | Tiny Bradshaw Sydney Nathan                  | 1965               | Rhythm and blues / Soul / Rock clásico / Hard rock / Rock / Blues / Pop |
| The letter                    | The Box Tops          | Wayne Carson Thompson                        | 1967               | Pop                                                                     |
| Sun o dilruba dil ki yeh sada | Anu Malik Asha Bhosle | Anu Malik                                    | 2006               | Bollywood indio                                                         |
| Subterranean homesick blues   | Bob Dylan             | Bob Dylan                                    | 1965               | Folk / Rock                                                             |
| Stray cat blues               | The Rolling Stones    | Mick Jagger Keith Richards                   | 1968               | Rock clásico                                                            |
| One track mind                | The Knickerbockers    | Keith Colley Linda Colley                    | 2015               | Rock                                                                    |
| Narcotic farm                 | Kasabian              | Sergio Pizzorno                              | 2011               | Música alternativa / Indie                                              |
| La fee verte                  | Kasabian              | Sergio Pizzorno                              | 2011               | Pop británico / Música alternativa / Indie / Rock                       |
| Heart full of soul            | The Yardbirds         | Graham Gouldman                              | 1965               | Rhythm and blues / Soul / Rock clásico / Rock / Blues / Pop             |
| Come see me                   | The Pretty Things     | Pierre Tubbs J. J. Jackson                   | 1965               | Rock                                                                    |
| Club foot                     | Kasabian              | Sergio Pizzorno                              | 2004               | Música alternativa / Indie                                              |
| Celebrity suicide             | Derek and Clive       | Derek and Clive                              | 1978               | Comedia musical                                                         |
| Beautiful day                 | Steve Dudas           | Steve Dudas Mark Hart                        | 2010               | Sin especificar                                                         |
| Devil in me                   | 20-20s                | Martin Trimble Glen Bartup                   | 2004               | Rock                                                                    |
| It'll never be me             | The Pretty Things     | Phil May John Povey Dick Taylor Wally Waller | 2009               | Música alternativa / Indie                                              |
| Street girl                   | Cliff Twemlow         | Cliff Twemlow                                | 2010               | Sin especificar                                                         |
| The green fairy               | Kasabian              | Sergio Pizzorno                              | 2011               | Pop británico / Música alternativa / Indie / Rock                       |